# Galium grande
Galium grande är en måreväxtart som beskrevs av Mcclatchie. Galium grande ingår i släktet måror, och familjen måreväxter. Inga underarter finns listade i Catalogue of Life.